# 1776 en arts plastiques
| Années des arts plastiques : 1773 - 1774 - 1775 - 1776 - 1777 - 1778 - 1779    |
| Décennies des arts plastiques : 1740 - 1750 - 1760 - 1770 - 1780 - 1790 - 1800 |

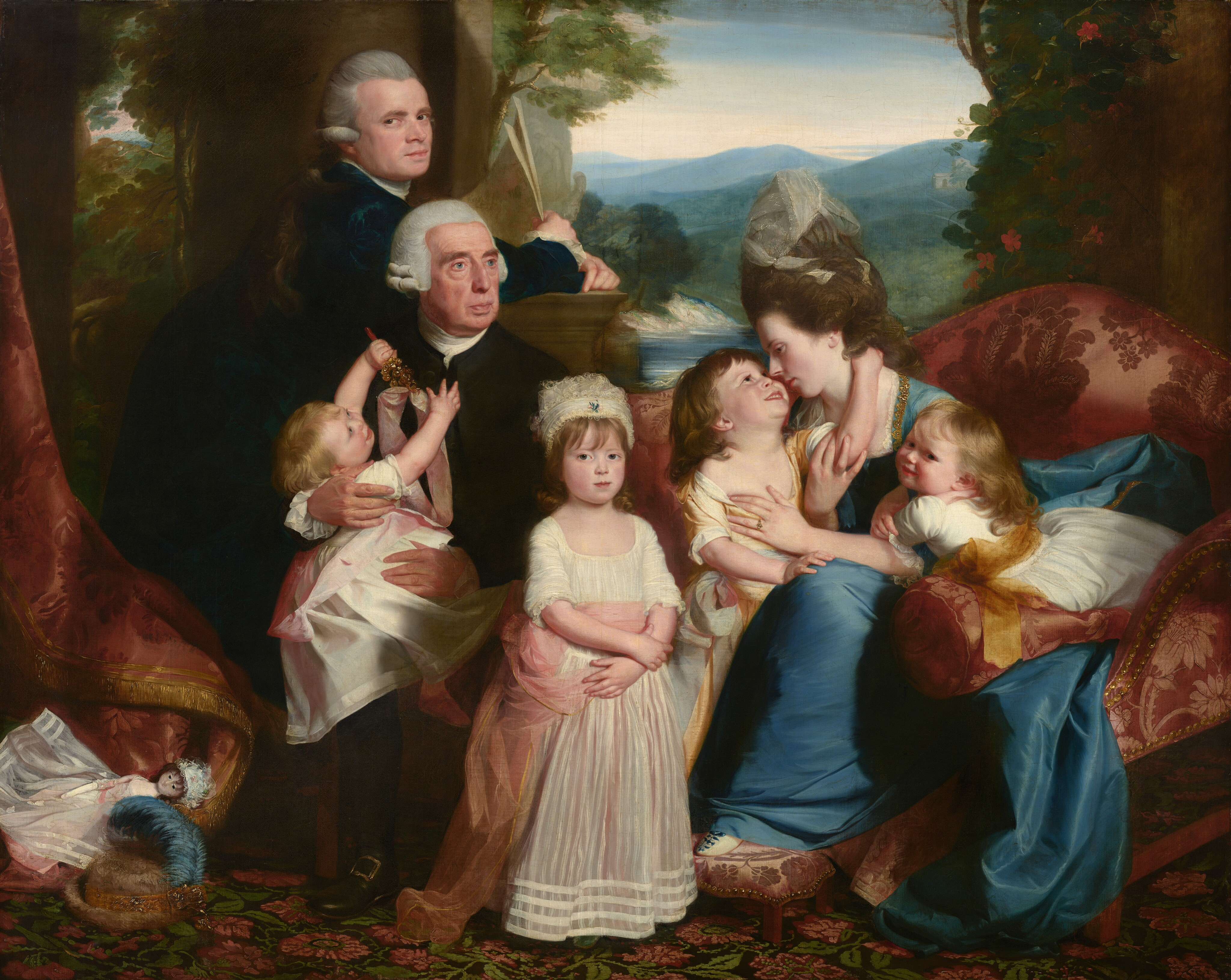
La famille Copley, par John Singleton Copley.

Cette page concerne l'année 1776 en arts plastiques.

## Œuvres
- 1776-1778 : Deuxième série des Cartons pour tapisserie de Francisco de Goya :
  - Le Goûter au bord du Manzanares
  - Danse sur les rives du Manzanares
  - La Dispute à la Venta nueva
  - La Riña en el Mesón del Gallo
  - La Promenade en Andalousie
  - Le Buveur
  - L'Ombrelle
  - Le Cerf-volant
  - Les Joueurs de cartes
  - Enfants gonflant une vessie
  - Garçons cueillant des fruits

## Naissances
- 17 janvier : Jean-Baptiste Renoyal de Lescouble, diariste, colon et peintre français († 15 juillet 1838),
- 11 février : Louis-Alexandre Péron, peintre français († 9 août 1855),
- 9 mars : Constance Mayer, peintre française († 26 mai 1821),
- 30 mars : Vassili Tropinine, peintre russe († 16 mai 1857),
- 11 juin : John Constable, peintre britannique († 31 mars 1837),
- 12 juin : Pierre Révoil, peintre français († 19 mars 1842),
- 8 juillet : Thérèse Garnier, artiste peintre française († après 1844)
- ? :
  - Fulchran-Jean Harriet, peintre français († 9 septembre 1805),
  - Carlo Restallino, peintre et graveur italien († 1864).
  - Élise Bruyère, peintre française spécialisée dans les portraits et les natures mortes florales († 1847).

## Décès
- 23 janvier : Franz Sebald Unterberger, peintre autrichien (° 1er août 1706),
- 22 avril : Francesco Sasso, peintre italien (° vers 1720),
- 8 août : Lorenzo Tiepolo, peintre et graveur rococo italien (° 8 août 1736),
- 1er décembre : Jacques Chéreau, graveur français (° 29 octobre 1688),
- ? :
  - Vittorio Bigari, peintre italien (° 1692),
  - Antonio Dusi, peintre italien (° 1725),
  - Gerard van der Gucht, graveur et marchand d'art britannique (° 1696).